# Боттом
Боттом (нидерл. The Bottom) — административный центр острова Саба, специального муниципалитета Нидерландов.

## Население
| Год                | 2001 | 2012         |
| Население, жителей | 462  | 537 (оценка) |

## География
Боттом расположен в юго-западной части острова, в холмистой местности, на склонах вулкана Синери (877 м). На запад от Боттома (2 км), находится единственный пляж Сабы в заливе Уэллс-Бей, к югу от города (1,5 км), в заливе Форт-Бей находится порт острова.

## История

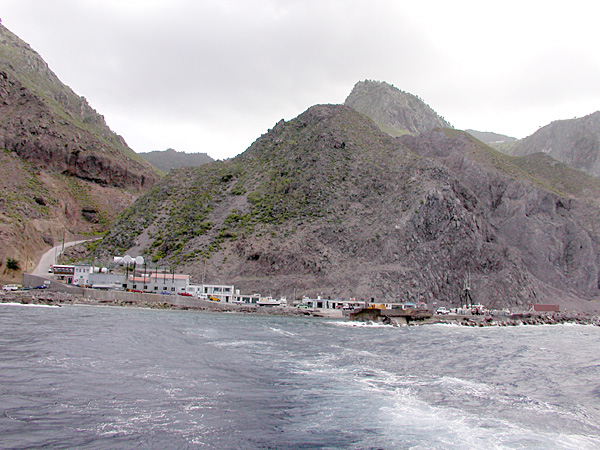
Порт

Город был основан в 1632 году переселенцами из Зеландии. Ему дали имя «Botte», что означает на голландском — «Чаша». Название связано с его расположением в относительно плоской долине, окруженной высокими скалами. От колониального прошлого в Боттоме сохранились мощеные дороги, живописная усадьба губернатора в западной части города.

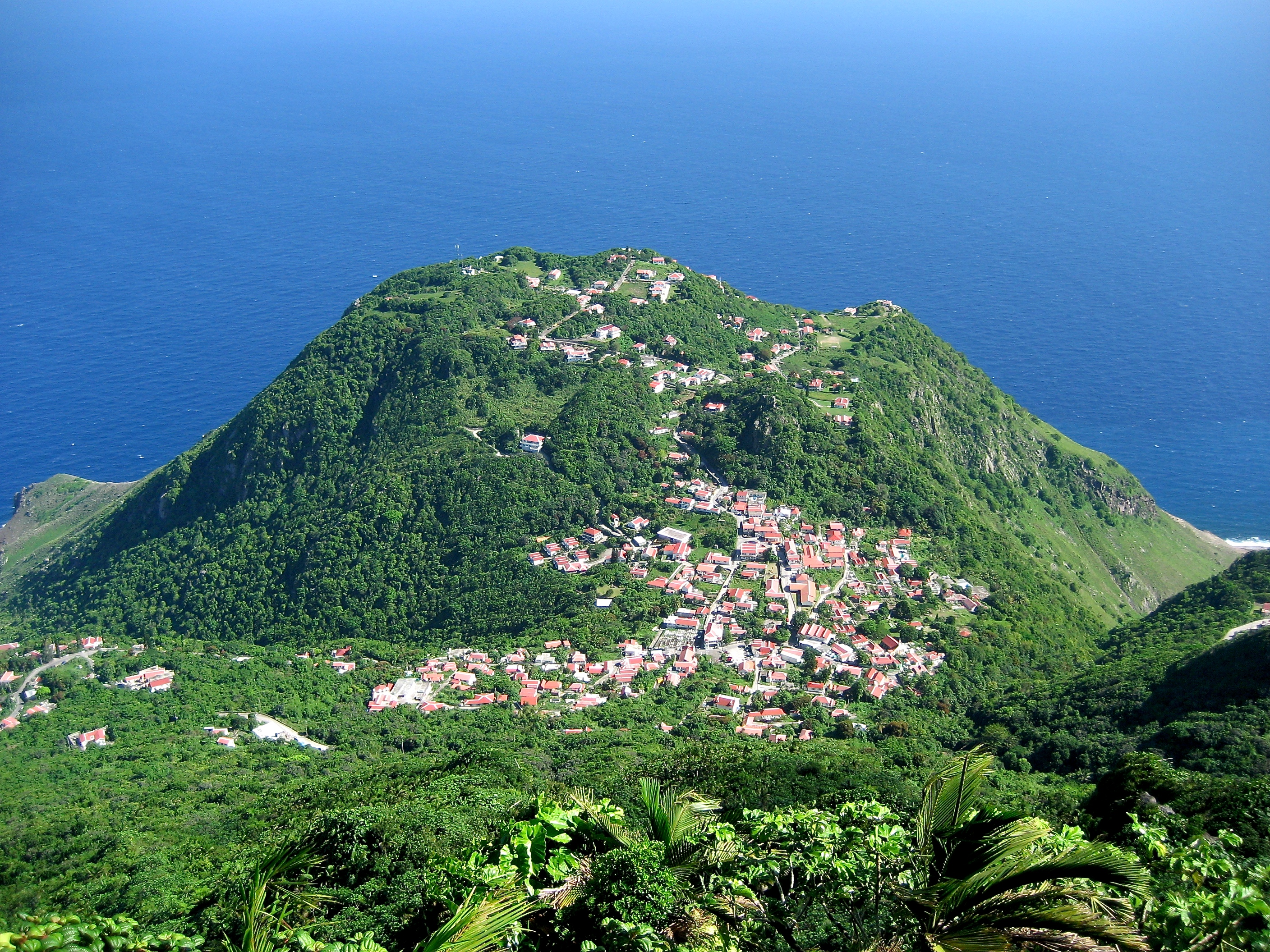
Вулкан Синери

Боттом отличается от других населённых пунктов острова разве что наличием административных зданий, больницы, дома престарелых и современной дорогой, которая ведёт в Форт-Бей. В остальном это такой же зелёный и патриархальный городок.
Центром Боттома является площадь Мейн-Сквер, посреди которой возвышается бюст Чарльза Сэмюэля — полицейского, убитого в стычке с наркоторговцами в 1989 году. Вокруг площади находятся здания пожарной службы, отделения полиции и суда.
В Боттоме есть три церкви. Англиканская церковь Христа (Храм Христа) 1777 года является самым старым зданием Сабы. Две других церкви — римско-католическая церковь Святого Сердца, построенная в 1877 и методистская церковь Святости, построенная в 1919 году, серьёзно пострадали от урагана в 1995 году.